# Ethel Dell
Ethel Dell, född 2 augusti 1881, död 19 september 1939 var en brittisk författare. Hon var från 1922 gift med överste Gerald T. Savage.
Dell har skrivit ett stort antal romaner och noveller i den romantiska och sentimentala genren. Hennes böcker fick stor popularitet. Bland Dells skrifter märks The Way of an Eagle (1912, svensk översättning 1919), Charles Rex (1922, svensk översättning 1924), samt By Request (1927, svensk översättning På begäran 1928).